# 武田英一
武田 英一（たけだ えいいち）は、日本の商学者。明治大学教授、法政大学教授、神戸高等商業学校教授、小樽高等商業学校教授、横浜市立横浜商業専門学校校長事務取扱等を歴任した。

## 人物・経歴
東京の芝区生まれ。1905年東京高等商業学校（現一橋大学）専攻科卒業。明治大学教授、法政大学教授、神戸高等商業学校教授を歴任し、1913年小樽高等商業学校教授。
1914年から文部省外国留学生としてドイツ、アメリカ、イギリスで財政学及び商業学を研究し、1918年に帰国。1923年小樽高等商業学校図書館主幹。
東京商科大学附属商業専門部教授を経て、1925年台湾総督府台北高等商業学校校長。1930年叙従四位。同年退官、叙正四位。同年から32年まで横浜市立横浜商業専門学校校長事務取扱。1942年紀元二千六百年祝典記念章受章。

## 著書
- 『商事要項』商業学舎 1907年
- 『商品誌』（森富治郎と共著）同文館 1909年
- 『商業史』（阪本陶一と共著）同文館 1909年
- 『日本商業地理学』同文館 1909年
- 『内外重要商品』早稲田大學出版部 1910年
- 『関税行政綱要』宝文館 1912年
- 『新撰商事要項』（森冨治郎と共著）松邑三松堂 1912年
- 『商事要項大意』省堂書店 1913年
- 『商業地理教科書 日本之部』三省堂書店 1912年
- 『最新英話商業辞典』（瀧谷善一と共編）宝文館 1914年
- 『英国の週休及勤務時間制度』宝文館 1923年
- 『商学通論』暸文堂 1924年
- 『商業敎本 卷上』暸文堂 1925年
- 『商業敎本 卷下』暸文堂 1925年
- 『内国商業実践例範』松邑三松堂 1927年
- 『武田新制商事要項 上』瞭文堂 1937年
- 『武田新制商事要項 下』瞭文堂 1938年